# Trattato di Hadjač
Il trattato di Hadjač (in polacco ugoda hadziacka; in ucraino гадяцький договір?, Hadjac'kij dohovir) fu un trattato siglato il 16 settembre 1658 nella località di Hadjač tra i rappresentanti della Confederazione polacco-lituana e i Cosacchi dell'odierna Ucraina. Esso aveva lo scopo di elevare i Cosacchi Ruteni ad un livello di parità con i Polacchi e i Lituani, formando un nuovo ducato di Rutenia, dotato di privilegi ed autonomie sia politiche sia religiose, paragonabili a quelle delle altre due nazioni, così che si formasse una Confederazione trinazionale polacco-lituano-rutena.

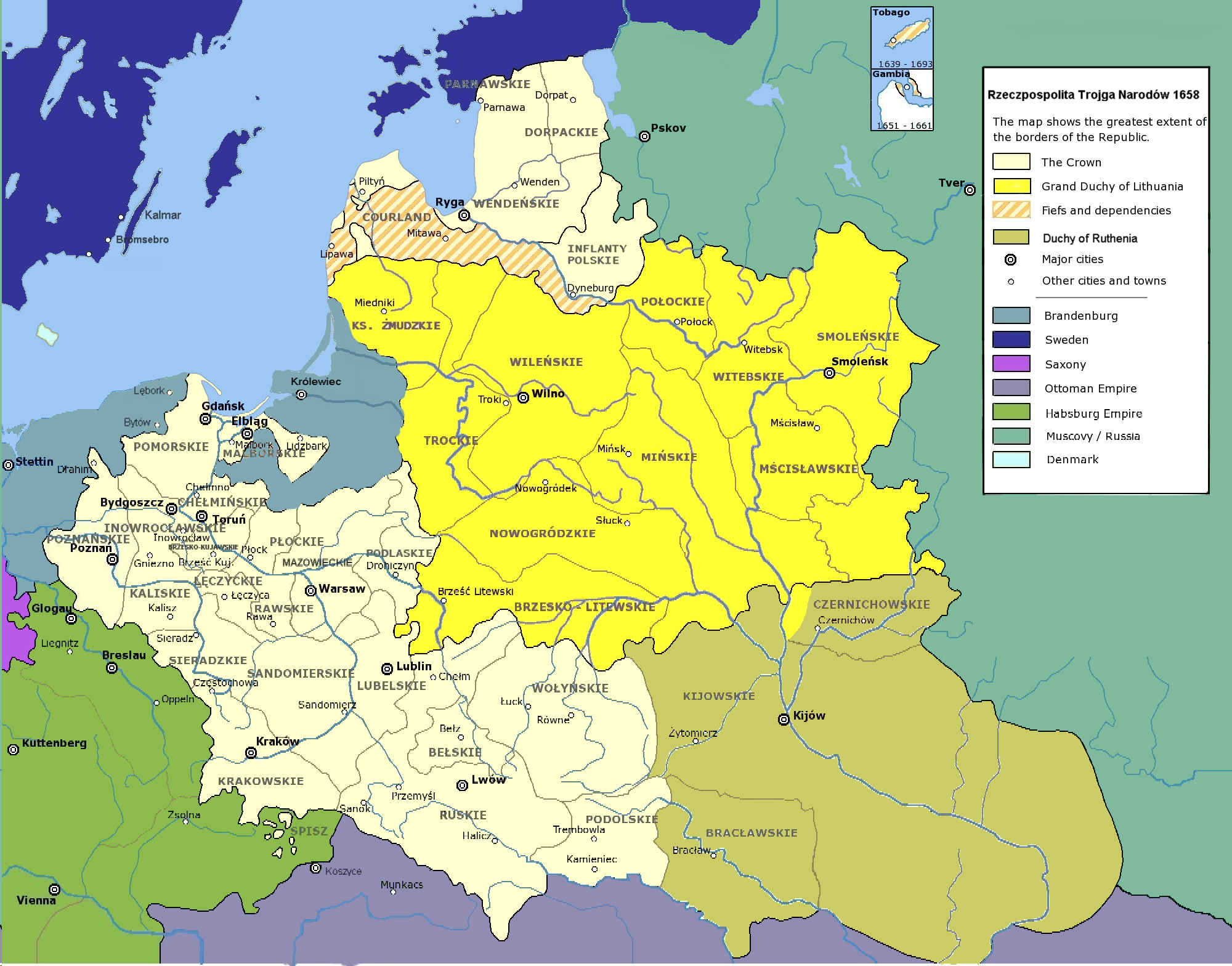
La Confederazione Polacco-lituano-rutena come prevista nel trattato di Hadjač del 1658.

Il trattato cercava di rafforzare da un lato la Confederazione, profondamente scossa durante le recenti invasioni da parte di Svedesi e Russi, e dall'altro di porre rimedio alle continue rivolte dei Cosacchi Ruteni, trattati fino a quel momento come sottoposti. I risultati del trattato ebbero un effimero successo, in quanto i Polacchi riuscirono a respingere i Russi, ma solo per un periodo limitato; infatti buona parte della Rutenia-Ucraina, compresa la capitale Kiev, venne ceduta ai Russi già entro il 1667 con il trattato di Andrusovo, e perciò le autonomie previste dal trattato non vennero mai applicate nei territori ruteni rimasti nella Confederazione Polacco-Lituana.
Il trattato fu favorito dall'alta nobiltà cosacco-rutena, che aspirava ad ottenere un grado di parità con la nobiltà Polacco-lituana; esso venne invece accolto con scarso entusiasmo dalla piccola nobiltà cosacca ("troppo tardi, troppo poco") che manteneva pessimi rapporti con i Polacchi e preferiva appoggiarsi ai Russi e inoltre non vedeva di buon occhio la restituzione delle terre sottratte ai Polacchi nel corso delle recenti rivolte.